# أولاد علي بن حدو (لفطاطشة)
أولاد علي بن حدو هو دُوَّار يقع بجماعة عين الزهرة، إقليم الدريوش، جهة الشرق في المملكة المغربية. ينتمي الدوّار لمشيخة لفطاطشة التي تضم 4 دواوير. يقدر عدد سكانه بـ 262 نسمة حسب الإحصاء الرسمي للسكان والسكنى لسنة 2004.

## روابط خارجية
- البوابة الوطنية للجماعات الترابية
- المندوبية السامية للتخطيط